# Plagioneurus albipalpus
Plagioneurus albipalpus är en tvåvingeart som först beskrevs av Octave Parent 1930.  Plagioneurus albipalpus ingår i släktet Plagioneurus och familjen styltflugor. Inga underarter finns listade i Catalogue of Life.